# Hearts and Minds (militär strategi)
Hearts and Minds är en del i strategi för antigerillakrigföring och upprorsbekämpning som utförs av specialförband. Syftet med "Hearts and Minds" är att vinna lokalbefolkningens förtroende samt visa respekt för deras tro och värderingar. Detta skapar underlag för lokal rekrytering av spårare samt stöd från lokalbefolkningen med t.ex. underrättelser om fienden.
Den mest kända kampanjen med "Hearts and Minds" är i Malaysia 1948–1960, där brittiska Malayan Scouts (föregångare till 22:a SAS regementet) och senare 22:a Special Air Service (SAS) utnyttjade strategin med ett mycket gott resultat. För att "Hearts and Minds" skall fungera optimalt krävs hårt arbete under många år och i nära samarbete med lokalbefolkningen. I Malaysia gjorde Malayan Scouts och 22:a Special Air Service ständiga patrulleringar på ett mycket stort djup - för att lugna civilbefolkningen, men också för att lokalisera, störa och bekämpa gerillaförband. Det bör nämnas att det var i Malaysia som det 22:a SAS regementet skapades 1952, som i sin tur har varit förebild för dagens moderna specialförband.